# Fabian Stoller
Fabian Stoller (sinh ngày 31 tháng 3 năm 1988) là một tiền vệ bóng đá người Thụy Sĩ, hiện tại thi đấu cho FC Breitenrain Bern.